# Davidov jelen
Davidov jelen, tudi kitajski jelen ali milu (znanstveno ime Elaphurus davidianus), je vrsta jelena, ki lahko zraste do 1,5 m in doseže težo do 200 kg. Značilna zanj so široka kopita, ki omogočajo lažjo hojo po močvirnatih tleh.
Ohranjen je samo še v živalskih vrtovih, iz naravnega habitata na Kitajskem pa je iztrebljen.